# Mlada
Mlada fu un progetto di Opéra-ballet concepito nel 1870 da Stepan Gedeonov, all'epoca direttore dei teatri imperiali di San Pietroburgo, mai terminato e messo in scena. 

## Storia della composizione
Mlada era stata originariamente immaginata da Gedeonov come un balletto, la cui composizione era stata affidata ad Aleksandr Serov, con la coreografia di Marius Petipa. La trama era stata adattata, con un tempo e un luogo diversi, da un balletto di Filippo Taglioni intitolato L'Ombre. Tuttavia Serov morì nel 1871, prima di aver composto alcunché: Gedeonov trasformò quindi il progetto in un'opéra-ballet, su libretto di Viktor Krylov, e nel 1872, per mezzo di Vladimir Stasov, propose un lavoro collettivo a quattro dei componenti del Gruppo dei Cinque: Kjui, Musorgskij, Rimskij-Korsakov e Borodin, che avrebbero dovuto scrivere la musica per le parti cantate e l'azione drammatica. Ludwig Minkus, che era primo compositore di balletto al teatro Bol'šoj Kamennyj, fu incaricato di scrivere la musica per il balletto inserito in vari momenti. Sebbene la musica fosse stata per la maggior parte completata, l'opera non venne mai messa in scena. Ad oggi i manoscritti originali che contengono tutte le parti composte per la Mlada del 1872 non sono mai stati pubblicati insieme.

## Trama
L'azione si svolge tra il nono e il decimo secolo d.C. nelle terre slave tra la costa del mar Baltico e il fiume Elba.

### Atto I
Nel castello di Mstivoj, Principe di Retra. Vojslava ha ucciso Mlada, sposa di Jaromir, per averlo per sé. Con l'aiuto di Morena, dea dell'oltretomba, ha conquistato Jaromir, ma egli vede l'assassinio in sogno.

### Atto II
La pianura dietro Retra, sulle rive del lago Dolinskoe. Alla festa di mezza estate il popolo danza, ma lo spirito di Mlada interviene tra Jaromir e Vojslava.

### Atto III
Una gola sul monte Triglav, di notte. Mlada conduce Jaromir sul monte Triglav, dove si riuniscono i morti, prima di un sabba, durante il quale Jaromir ha una visione di Cleopatra.

### Atto IV
Fuori dal tempio di Radegast a Retra. Gli spiriti mostrano a Jaromir che Vojslava è colpevole. Lei confessa il suo peccato e Jaromir la uccide. Morena, con cui Vojslava aveva stretto un patto, distrugge il tempio e la città di Retra, ma Jaromir è unito a Mlada nell'aldilà.

## Utilizzi successivi del materiale musicale
I compositori perlopiù utilizzarono la musica composta per il progetto del 1872 in lavori successivi. 
Kjui
La sola musica non successivamente utilizzata fu quella composta da Cesar' Kjui per il primo atto. Sebbene egli ne prese un terzetto per la revisione dell'opera Il prigioniero del Caucaso nel 1881-82, il resto dell'atto non fu riutilizzato in altri lavori. Più tardi, nel 1911, pubblicò il primo atto, dedicandolo alla memoria di Borodin, Musorgskij e Rimskij-Korsakov.
Musorgskij
Musorgskij contribuì con quattro pezzi: due presi da lavori precedenti e due creati ex-novo. Tutti e quattro furono poi riutilizzati come segue:
1. La Scena del mercato del secondo atto fu riadattata per la Scena della fiera nell'opera La fiera di Soročincy (1880).
2. La Lotta a pugni del secondo atto era stata presa dalla Scena nel tempio: coro del popolo da Edipo ad Atene (1860), il suo primo tentativo di opera. Il compositore lo aveva già riutilizzato in Salammbô, e pensava di inserirlo anche nella Fiera di Soročynci facendone così, in quattro tentativi, il suo pezzo più riadattato.
3. La Marcia dei Principi e dei Sacerdoti fu successivamente utilizzata nel brano orchestrale La presa di Kars (1880). Il tema principale della marcia era stato preso dalla canzone n. 6 dell'Antologia di canti popolari russi del 1866 di Milij Balakirev. Questo tema fu poi utilizzato da Čajkovskij come tema iniziale del quarto movimento della sua Serenata per archi (1880).
4. La glorificazione di Čërnobog fu presa dal poema sinfonico Una notte sul Monte Calvo del 1867, e successivamente fu adattata al Sogno del giovane paesano per La fiera di Soročincy. Tra gli altri cambiamenti, questa versione vide l'introduzioni di parti vocali solistiche e corali in quello che precedentemente era un pezzo puramente orchestrale. La partitura della Glorificazione di Čërnobog è andata perduta.

Borodin
Dopo la morte di Borodin, Rimskij-Korsakov pubblicò il finale dal quarto atto come brano orchestrale. 
| Atto         | Compositore                                                                                         | Mlada Scenario del 1872 | Prestiti e usi successivi dei materiali |
| ------------ | --------------------------------------------------------------------------------------------------- | --- | --- |
| Atto primo   | Kjui                                                                                                | Vojslava e Mstivoj Vojslava and Svjatochna Comparsa di Jaromir Il sogno di Jaromir Jaromir e i servitori | In seguito pubblicato come Mlada: Il Primo Atto (1911). |
| Atto secondo | Musorgskij                                                                                          | Scena del mercato | Poi adattata come Scena della fiera (nel primo atto, scena prima) dell'opera La fiera di Soročincy (1880). |
| Atto secondo | La lotta a pugni                                                                                    | Fu presa in prestito dalla Scena nel tempio: coro del popolo da Edipo ad Atene (1860). | |
| Atto secondo | Lumir e i Cechi                                                                                     | — | |
| Atto secondo | Marcia dei Principi e dei Sacerdoti                                                                 | Successivamente riadattata come La presa di Kars (1880). Nella parte centrale (trio) il "tema dei sacerdoti" è di Rimskij-Korsakov, e fu usato nell'Andante del suo Quartetto per archi in fa maggiore (1875). | |
| Atto secondo | Rimskij-Korsakov                                                                                    | La Divinazione Danze popolari Kolo (Girotondo) | Alcuni materiali di Mlada suggerirono Il canto di Pannočka con le arpe nel terzo atto di Notte di maggio (1879), Kolo fu riadattato come Girotondo delle Rusalke, sempre nel terzo atto di Notte di maggio. Due elementi dagli abbozzi per Mlada furono inseriti nell'opera Sneguročka (1881) |
| Atto terzo   | Volo delle ombre L'apparizione di Mlada                                                             | | Alcuni materiali di Mlada suggerirono Il canto di Pannočka con le arpe nel terzo atto di Notte di maggio (1879), Kolo fu riadattato come Girotondo delle Rusalke, sempre nel terzo atto di Notte di maggio. Due elementi dagli abbozzi per Mlada furono inseriti nell'opera Sneguročka (1881) |
| Atto terzo   | Musorgskij                                                                                          | Sabba degli spiriti oscuri Apparizione della regina Cleopatra Jaromir si risveglia | Alcuni temi furono presi dal poema sinfonico Una notte sul Monte Calvo (1867), in seguito adattato come Il sogno del giovane paesano per La fiera di Soročynci, (atto primo, scena seconda) (1880).                                                                                           |
| Atto quarto  | Borodin                                                                                             | Numeri 1-4: Offerte a Radegast Jaromir e i sacerdoti Jaronir e gli spiriti Jaromir e Vojslava | Questi materiali furono utilizzati più tardi nell'opera Il principe Igor' (1887): il coro iniziale (nel prologo), Arioso di Jaroslavna e Aria di Igor' (nel primo e nel secondo atto), L'eclissi (nel prologo), Trio (nel terzo atto).                                                        |
| Atto quarto  | Numeri 5-7: L'ira di Morena Tempesta e inondazione, distruzione del tempio Mlada e Jaromir riuniti. | Finale del quarto atto di Mlada (1892), pezzo da concerto orchestrato e pubblicato da Rimskij-Korsakov. | |
| Atto quarto  | Numero 8: Conclusione                                                                               | Materiale poi usato nel Principe Igor' (1887):Coro finale | |

## Opere correlate

### Mlada(1879) di Ludwig Minkus
Un adattamento di solo balletto fu realizzato dal coreografo Marius Petipa e da Ludwig Minkus, e fu rappresentato per la prima volta il 2 dicembre 1879, un anno dopo la morte di Gedeonov.

### Mlada(1890), di Nikolaj Rimskij-Korsakov
Tra il 1889 e il 1890 Rimskij-Korsakov rispolverò il libretto del 1872 e compose un'opera interamente sua, la cui prima andò in scena al teatro Mariinskij il 1 novembre 1892.